# Pierre Flotte
Pierre Flotte (także: Flote, zm. 11 lipca 1302 koło Kortrijk) – francuski prawnik, kanclerz Francji, za panowania króla Filipa IV Pięknego.
Pochodził z niskiego rodu szlacheckiego z Owerni. Zrobił karierę jako prawnik na dworze królewskim, należał do najbliższych dworzan Filipa IV Pięknego (wraz z Guillaume'em de Nogaret, Pierrem de Mornay i Enguerrandem de Marigny), osobiście przez króla mianowanych na najwyższe stanowiska, takie jak kanclerz Francji, który był także strażnikiem królewskiej pieczęci; wszyscy oni odegrali ważną rolę w wojnie z Anglią. Miał wykształcenie prawnicze i pełnił funkcję sędziego parlamentu Tuluzy. Członek rady królewskiej, za swoje zasługi otrzymał tytuł arystokratyczny i zamek, a jego syn doszedł do znacznego majątku.
Odbył misje dyplomatyczne do Anglii, Cesarstwa Niemieckiego, Watykanu i Flandrii. Odegrał ważną rolę w sporze Filipa IV z papieżem Bonifacym VIII w kwestii zwierzchności nad kościołem i możliwości jego opodatkowania. W 1297 został wysłany do Rzymu w poselstwie, któremu przewodniczyli książę Burgundii i hrabia Saint-Pol na kanonizację Ludwika Świętego, gdy papież usiłował załagodzić spór. W kolejnej odsłonie sporu, o mianowanie biskupa Pamiers, Bernarda Saisseta, to właśnie Flotte oskarżał biskupa. Podczas pierwszego posiedzenia Stanów Generalnych w 1302, Flotte wygłosił odpowiedź na papieską bullę Ausculta, fili (Słuchaj synu); w swej odpowiedzi twierdził, że król broni kościoła przed niegodnym papieżem, i posunął się do sugestii, by kościół francuski wyszedł spod zwierzchności Watykanu; papież, zaniepokojony zagrożeniem dla jedności kościoła, oskarżył Flotte’a o herezję. Fakt, że Flotte (i inni prawnicy królewscy) przemawiali w imieniu króla, zmuszał papieża do oskarżania ich, zamiast władcy, co dawało Filipowi doskonałą możliwość dokonywania radykalnych posunięć rękami swoich lojalnych i realizujących królewską wolę ministrów.
Pierre Flotte poległ w tragicznej dla francuskiej arystokracji bitwie pod Courtrai 11 lipca 1302. Radość Bonifacego ze śmierci człowieka, którego określał jako „pół-ślepego w ciele, a całkiem ślepego w duszy” i którą uznał za dowód boskiej sprawiedliwości, była przedwczesna – miejsce Flotte’a zajął równie doświadczony i równie nieprzychylny papieżowi de Nogaret.

## Biografia
- Jim Bradbury: The Capetians: Kings of France, 987-1328. London: Hambledon Continuum, 2007. ISBN 978-0-8264-2491-4.